# Gather
『Gather』（ギャザー）は、南野陽子9枚目のスタジオ・アルバム。
1990年6月23日CBS・ソニーから発売された。規格品番はCSCL1192（CD）。

## 解説
5年間にわたり南野楽曲の大半を編曲した萩田光雄を離れ、武部聡志・日向大介・松浦晃久・武沢豊等、音楽プロデューサーとして頭角を現しつつあるミュージシャンをアレンジャーとして迎えた作品。全13曲中、南野が5曲の作詞を担当（共作詞無し）。レーベル・メイトの種ともこ、木根尚登、パッパラー河合（爆風スランプ）が南野に初楽曲提供。その他、飛鳥涼、柿原朱美、上田知華ら多彩な作家が顔を揃えている。南野の担当ディレクター・吉田格は、本作制作にあたり、数十曲に及ぶ依頼をしていたことを音楽雑誌『よい子の歌謡曲』のインタビューで語っている。本作が発売された1990年は6月から8月にかけて毎月1日付でシングルを連続発売。6月「ダブルゲーム」と7月「へんなの!!」の2曲をアルバム・ヴァージョンにて収録している。

## 収録曲
| #         | タイトル                         | 作詞                            | 作曲                            | 編曲             | 時間  |
| --------- | -------------------------------- | ------------------------------- | ------------------------------- | ---------------- | ----- |
| 1.        | 「お願いプライベートムーン」     | 平出よしかつ                    | 佐藤克己                        | 佐藤克己         | 5:31  |
| 2.        | 「誰が為に地球はまわる」         | 南野陽子                        | 小森田実                        | 難波正司         | 3:46  |
| 3.        | 「One Way For Graduation」       | 種ともこ                        | 種ともこ                        | 武部聡志         | 4:57  |
| 4.        | 「Lonely Night」                 | 南野陽子                        | 上田知華                        | 松浦晃久・武沢豊 | 5:38  |
| 5.        | 「うつむきかげん」               | 南野陽子                        | 木根尚登 （TM NETWORK）         | 日向大介         | 3:45  |
| 6.        | 「O-JAWS」                       | 種ともこ                        | 種ともこ                        | 西平彰           | 3:08  |
| 7.        | 「誘惑のサタデーナイト」         | パッパラー河合 （爆風スランプ） | パッパラー河合 （爆風スランプ） | 難波正司         | 3:55  |
| 8.        | 「ダブルゲーム-Gather Version-」 | 荒木とよひさ                    | 三木たかし                      | 若草恵           | 4:19  |
| 9.        | 「へんなの!!-Gather Version-」   | 谷穂ちろる                      | 柴矢俊彦                        | 柴矢俊彦         | 4:11  |
| 10.       | 「安息の午後」                   | 上田知華                        | 上田知華                        | 上田知華         | 5:29  |
| 11.       | 「パルファム」                   | 南野陽子                        | 亀井登志夫                      | 寺田創一         | 4:15  |
| 12.       | 「想い出になったから」           | 南野陽子                        | 柿原朱美                        | 武沢豊・松浦晃久 | 4:57  |
| 13.       | 「MARIA」                        | 飛鳥涼 （CHAGE and ASKA）       | 飛鳥涼 （CHAGE and ASKA）       | 佐藤準           | 7:09  |
| 合計時間: | 合計時間:                        | 合計時間:                       | 合計時間:                       | 合計時間:        | 61:00 |